# マティアス・ニコル
マティアス・ニコル（英語: Matthias Nicoll、1630年 – 1687年12月22日）はニューヨーク市長（1672年 - 1673年）。ニコルズ（Nicolls）とも。

## 生涯
ニコル家の祖先はロングアイランドの大半を所有し、居住していた。現在のその島の多くの地名はニコル家の名前から付けられた。
牧師の子供として生まれ、ノーサンプトンシャーのアイズリップに住んでおり、法律を学んでいた。  
1664年、リチャード・ニコルズと共にアメリカに渡った。いくつかの情報源は彼がリチャードの甥であると述べているにもかかわらず二人が血縁関係にあることはあまり知られていない。 
マティアスはリチャードの秘書であり、オランダのニューアムステルダムのイングランドへの降伏に立ち会った。新しいイギリスの植民地の裁判所の職員であり、様々な裁判官の役割を果たした。
1664年から1665年まで新しい植民地の法律を制定するヘムステッドの協議会のメンバーであった。
1670年、現在のプランドーム・マナー/プランドームを購入し、ラテン語で「平易な家」を意味する'planus domus'と名付けたといわれる。
1672年、ニューヨーク市長に指名され、2年間の任期を務めた。
1684年、トーマス・ドンゴンのもとでクリスチャンとしての宗教の自由が保証する議会の議長を務めた。
彼の子供の一人、ウィリアムは1718年に1000エーカー100平方マイル (260 km2)を超えるプランドーム・マナーの所有地を売却し, 現在のアイズリップにあたるグレート・サウス・ベイの土地に引っ越した。サフォークのアイスリップはイングランドの祖先の居住地にちなんで名づけられた。
ニコルと妻は彼らの邸宅の前に埋葬されたが、正確な場所は破壊を防ぐために知られていない。
ニコルが住んでいた邸宅は1998年に新しい所有者によって解体された。